# Черств'ятське озеро
Черств'я́тське озеро (або Черств'яти) — невелике озеро термокарстового походження в центральній частині Вітебської області Білорусі, на території Ушацького району. Знаходиться в басейні річки Діва, за 15 км на схід від селища Ушачі.

## Опис
Площа озера понад 9 км², завдяки чому водойма є найбільшою серед групи Ушацьких озер. Улоговина овальної форми, витягнута з північного заходу на південний схід. Схили улоговини висотою 5-10 м на півночі та сході та 10-18 м на півдні та заході, абразивні. На заході та південному заході берег терасований. На північному заході є невеликі затоки та миси. Береги низинні, поступово переходять у вузьку заболочену заплаву, яка переходить в надзаплавну терасу. Її висота 1-1,5 м, ширина до 50 м, зайнята луками. Друга тераса висотою до 10 м та шириною 100 м складена озерним піском та супісками, які підстилає морена. Друга тераса розорена під поля.
Водойма мілководна, середня глибина всього 2,2 м, при максимальній 4,5 м. Дно складне та нерівне, на глибині 0,5-1 м піщане, глибше — вкрите кремнеземнистим сапропелем, який займає понад 75 % і має потужність до 6 м (в центрі озера до 12 м). Сапропель високозольний, органічні речовини складають приблизно 40 %. Підстилаються глинистим мулом, нижче — шоколадними глинами та пісками. Значні площі на мілководді займають великодетритові сапропелі. Літоральна зона шириною 100 м складена замуленими пісками з домішками великодетритової речовини. На невеликій ділянці біля села Слобода, біля виходу підземного джерела, знайдено озерний мергель. Загальний об'єм відкладів в озері — 54 млн м³, а сапропелів — до 40 млн м³. Озеро має 8 островів, складені мореною і загальною площею 0,8 км².
Мілководність та слабка проточність зумовлюють особливості водного режиму. Навесні вода швидко прогрівається, насичується киснем та стає сприятливим екологічним середовищем. Влітку верхні шари перенасичені киснем внаслідок фотосинтезу. Для озера характерне повне вітрове перемішування та умови, близькі до гомотермічних. Помітне зниження температури та дефіцит кисню в придонних шарах створюються лише в штиль. Взимку під льодом температура води біля поверхні приблизно 0 °C, а поблизу дна не нижче +4 °C. Кисень інтенсивно використовується на дихання на перегнивання. В кінці зими при наявності снігу він може щезнути повністю. В таких умовах виникають замори риби. Останнім часом вони спостерігаються кожні 2-3 роки. Влітку активна реакція води понад 8, прозорість до 1 м, мінералізація близько 250 мг/л. Взимку pH наближується до 7, мінералізація збільшується до 300 мг/л, прозорість до 2 м. Закисленість коливається від 7 до 12 мг/л. За останні роки у зв'язку із збільшенням скидів в озеро болотних та побутових вод взимку біля дна утворюється кисле середовище, збільшується вміст заліза та аміачного азоту.

## Басейн
Площа басейну 162 км², рельєф пологохвилястий, переважають абсолютні висоти 140—150 м. Основні породи — моренні суглинки, на окремих ділянках — камові піски. В численних заболочених замкнених зниженнях, які спускаються озерами, лежать болота та луки. Вони займають 21 % всієї площі басейну. Під лісом та чагарниками зайнято 28 %. Заболочені ліси представлені березово-осиково-вільховими асоціаціями. Поширені також соснові бори, як домішок поширені ялина, рідше дуб. Чагарники місцями підходять до берега, займають острови. Розорані ділянки розміщуються ділянками між болотами, лісами, чагарниками, що зумовлює малокультурність угідь.
В озеро впадає річка Видриця та ще 3 струмки, витікає невелика річка Горбатиця до Паульського озера. Це практично єдиний стік озера. Видриця починається з болотного масиву на південний схід від озера. В результаті меліоративних робіт значна частина русла спрямлена на слугує водозбором для боліт, розташованих у верхній її течії. Це збільшує приток болотних вод, а також частину мінеральних часток. Тимчасовий приток води навесні відбувається за рахунок декількох струмків. Один з них впадає в північний плес і приносить до озера болотні води з масиву Ретенець. Взагалі озеро є слабкопроточним, у водному живленні значну роль відіграють також атмосферні опади. У витратній частці водного балансу переважає випаровування.

## Флора та фауна
Комплекс природних факторів надають великого розвитку макрофітів шириною 20-200 м від берега. В теплі роки вони займають більше половини площі дна. Найбільшого поширення отримала напівзанурена рослинність — тростина, очерет, рогіз та манник. Макрофіти з плавучим листям відмічені на північно-західному плесі. Занурені рослини поширені менше через незначну прозорість води та представлені головним чином рдесниками, гречихою земноводною та тілорізом. Фітопланктон характеризується великим різноманіттям. Знайдено 119 видів водоростей. Великим числом видів представлені зелені, за чисельність в літрі — синьо-зелені водорості. Біомаса фітопланктону дуже висока.
Видовий склад зоопланктону бідний, однак рівень його кількісного розвитку досить високий, біомаса сягає 2,93 г/м³. В останні роки в озері пройшла заміна копіподного планктону на кладоцерний, що є показником посилення евтрофування водойми. В зообентосі переважають хірономіди та молюски. Середня літня біомаса становить 10-11 мг/м². Озеро багате на рибу, його типовими представниками є лящ, щука та сазан. В озері водяться також вугор, лин, карась, плітка, в'язь та густера. Неодноразово заселялись вугрі, сазани та карасі. Донедавна було багато раків.

## Антропогенний вплив
Озеро в значній мірі потерпає від антропогенного впливу. Це виражено в розоренні його терас та пологих схилів, вирубці чагарників. В результаті посилюється стік механічних часток та поживних речовин з удобрених полів. Особливо помітний цей процес навесні, коли в гирлах річок утворюються підводні мутні дельти. За останні роки посилився приток болотних вод по Видриці, причому мутний конус виносу цієї річки прослідковується до центру водойми. На березі озера розташовані села Корсаково, Красовщина, Славени, Ляхи, Слобода, Черств'яди, Гори, Рог, є тваринницькі ферми, численні водопої худоби. Посилений вилов риби та раків призвів до різкого скорочення їхніх запасів, у виловах стали переважати малоцінна та дрібна риба. Щодо сапропелів, хоча їхні запаси і великі, їхнє використання нерентабельне, враховуючи невисокий вміст органічної речовини та силікатний склад. При раціональному веденні господарства озеро може слугувати чудовим риборозвідною водоймою. Однак для цього слід зменшити стік шкідливих болотних та побутових вод, призупинити вирубку чагарників, провести лісопосадку, обмежити розорення схилів. При заморах слід проводити аерацію, а також зарибнення озера цінними породами риби.